# Palais Elian

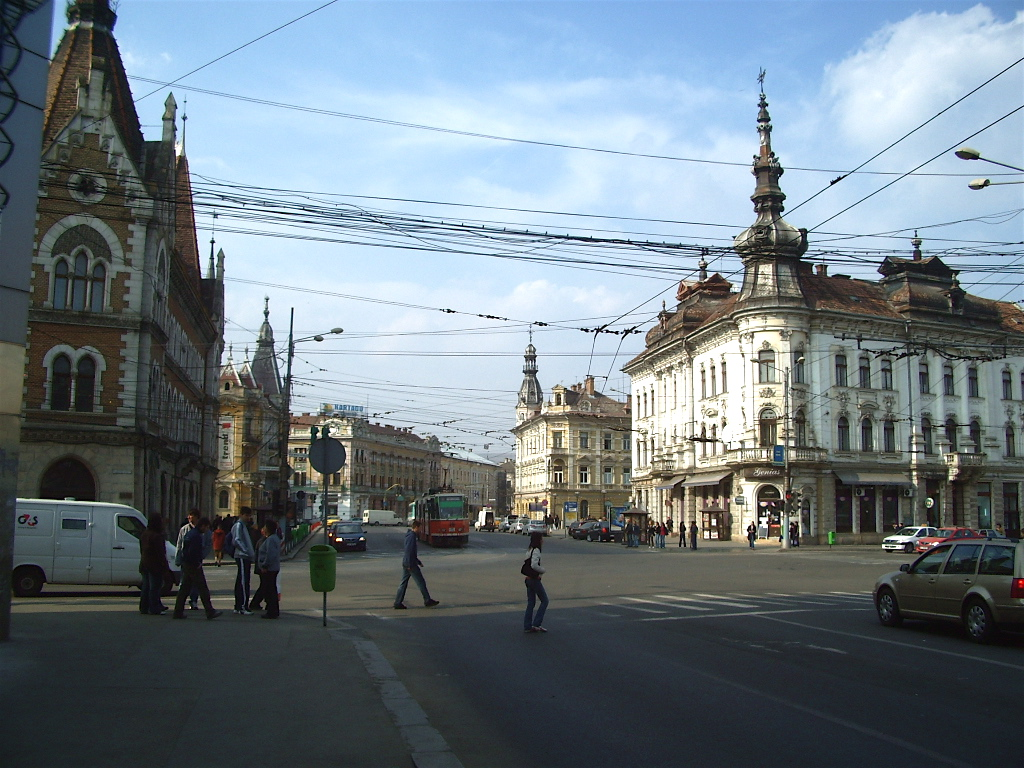
Vue depuis le carrefour de la rue Baritiu (du côté gauche de l'image), Bulevardul Regele Ferdinand et place Mihai Viteazul (du côté droite de l'image) sur une partie du complexe architectural des rives du Someșul Mic. En arrière-plan on voit le début du Bulevardul Horea. De gauche à droite: palais Széki, palais Berde, Metropol, Palatul Elian, palais Babos.

Palatul Elian fait partie d'un complexe architectural finalisé à Cluj-Napoca, en Roumanie, au tournant du siècle. Ce complexe s'étend sur les deux rives de Someșul Mic autour du pont qui marque la fin du Bulevardul Regele Ferdinand et le début du Bulevardul Horea. Les édifices qu'on y trouve ont été construits en plusieurs styles tels que le néogothique, l'éclectique et le sécession. Ils se font remarquer par leurs tailles imposantes ainsi que par leur richesse décorative.

## Histoire
Palatul Elian c'est un imposant édifice construit à la fin du XIXe siècle à Cluj-Napoca. Il est situé 2, Bulevardul Horea. 

## Architecture
L'édifice est construit en style sécession.